# Radeon X1000 (серія відеокарт)
R520 (кодова назва FUDO) це графічний процесор (GPU), розроблений ATI Technologies і вироблений TSMC. Це був перший графічний процесор, створений за допомогою процесу фотолітографії 90 нм.
R520 є основою лінійки відеокарт DirectX 9.0c та OpenGL 2.0 3D-прискорювача X1000. Це перша велика архітектурна перебудова ATI з часів R300, яка оптимізована для Shader Model 3.0. Серія Radeon X1000, що використовує ядро, була представлена 5 жовтня 2005 року і здебільшого конкурувала із серією Nvidia GeForce 7000. 14 травня 2007 року ATI випустила наступника серії R500 – серію R600, яка була випущена під брендом Radeon HD 2000.
ATI не надає офіційної підтримки карт серії X1000 для Windows 8 або Windows 10; останній AMD Catalyst для цього покоління – 10.2 від 2010 до Windows 7. AMD припинила надання драйверів для Windows 7 на цю серію у 2015 році.

При використанні дистрибутива Linux є серія драйверів Radeon з відкритим вихідним кодом.
Ті ж графічні процесори також можна знайти в деяких продуктах AMD FireMV, які призначені для роботи з кількома моніторами.

## Історія

### Затримка у розробці
Відеокарти Radeon X1800, до складу яких входила R520, були випущені із затримкою в кілька місяців, тому що інженери ATI виявили помилку в графічному процесорі на дуже пізній стадії розробки. Ця помилка, викликана несправною сторонньою бібліотекою проектування мікросхем 90 нм, сильно ускладнювала нарощування тактової частоти, тому їм довелося переробити мікросхему для іншої ревізії (новий GDSII повинен був бути відправлений в TSMC). Проблема була майже випадковою у тому, як вона вплинула на прототип мікросхем, що ускладнило ідентифікацію.

## Архітектура
Архітектура R520 згадується ATI як "Ultra Threaded Dispatch Processor", що відноситься до плану ATI щодо підвищення ефективності своїх графічних процесорів замість того, щоб вдаватися до збільшення числа процесорів методом грубої сили. Центральний піксельний шейдер «диспетчерська одиниця» розбиває шейдери на потоки (партії) по 16 пікселів (4×4) і може відслідковувати та розподіляти до 128 потоків на піксель «квадроцикл» (4 конвеєри кожен). Коли шейдерний квад стає недіючим через завершення завдання або очікування інших даних, диспетчерський механізм призначає квадрату інше завдання, яке потрібно виконати в цей час. Загальний результат – теоретично більше використання шейдерних блоків. При великій кількості потоків на чотириядерний процесор ATI створила дуже великий регістр процесора, масив, який може виконувати кілька одночасних операцій читання та запису і має широкосмугове з'єднання з кожним масивом шейдерів, забезпечуючи тимчасове сховище, необхідне для підтримки конвеєрної подачі, забезпечуючи максимально доступну. З такими чипами, як RV530 і R580, де кількість шейдерних блоків на конвеєр збільшується втричі, ефективність піксельного затінення дещо знижується, оскільки ці шейдери, як і раніше, мають той же рівень потокових ресурсів, що і менш забезпечені RV515 і R520.
Наступна серйозна зміна в ядрі - його шина пам'яті. R420 і R300 мали майже ідентичний дизайн контролерів пам'яті, причому перший випуск із виправленими помилками був розроблений для більш високих тактових частот. Шина пам'яті R520 відрізняється своїм центральним контролером (арбітром), який підключається до «клієнтів пам'яті». Навколо чипа дві 256-бітові кільцеві шини, що працюють з тією ж швидкістю, що й мікросхеми DRAM, але у протилежних напрямках для зменшення затримки. Уздовж цих кільцевих шин розташовані чотири точки «зупинки», в яких дані виходять з кільця і потрапляють до мікросхем пам'яті або з них. Є п'ята, значно менш складна зупинка, призначена для PCI Express інтерфейс і відеовхід. Така конструкція дозволяє здійснювати доступ до пам'яті швидше, але з меншою затримкою за рахунок меншої відстані, яку сигнали повинні проходити через графічний процесор, і за рахунок збільшення кількості банків на DRAM. Чип може розподіляти запити до пам'яті швидше та безпосередньо до мікросхем ОЗУ. ATI заявила про покращення ефективності на 40% у порівнянні зі старими моделями. Ядра меншого розміру, такі як RV515 та RV530, були урізані через їх менший розмір і менш дорогу конструкцію. RV530, наприклад, має дві внутрішні 128-бітні шини. Це покоління підтримує останні типи пам'яті, включаючи GDDR4 . Крім кільцевої шини кожен канал пам'яті має 32-бітовий ступінь деталізації, що підвищує ефективність використання пам'яті при виконанні невеликих запитів до пам'яті.
Механізми вершинних шейдерів вже мали необхідну точність FP32 у старіших продуктах ATI. Зміни, необхідні для SM3.0, включали більш довгі інструкції, інструкції динамічного управління потоком, з розгалуженнями, циклами та підпрограмами, а також більший часовий простір регістрів. Механізми піксельних шейдерів насправді дуже схожі за обчислювальною схемою на аналоги R420, хоча вони були сильно оптимізовані і налаштовані для досягнення високих тактових частот в процесі 90 нм. ATI багато років працює над високопродуктивним компілятором шейдерів у драйверах для свого старого обладнання, тому використання аналогічної базової конструкції, яка сумісна, дає очевидну економію коштів та часу.
В кінці конвеєра процесори адресації текстури відокремлюються від піксельних шейдерів, тому будь-які блоки текстурування, що не використовуються, можуть динамічно виділятися пікселям, яким потрібно більше шарів текстури. Серед інших покращень - підтримка текстур 4096x4096 та стиснення карт нормалей 3Dc від ATI, що покращило ступінь стиснення для більш конкретних ситуацій.
Сімейство R5xx представило більш досконалий бортовий двигун відеозйомки. Подібно до карт Radeon з часів R100, R5xx може розвантажувати майже весь відеоканал MPEG-1/2. R5xx також може допомогти в декодуванні Microsoft WMV9/VC-1 та MPEG H.264/AVC за рахунок комбінації шейдерних блоків 3D/конвеєра та рушія відео руху. Тести показують лише незначне зниження завантаження ЦП при відтворенні VC-1 та H.264.
Під час випуску було випущено добірку демонстраційних програм 3D у реальному часі. Розробка ATI своєї "цифрової суперзірки" Ruby продовжилася випуском нової демоверсії під назвою The Assassin. Він продемонстрував дуже складне середовище з широким динамічним діапазоном освітлення (HDR) та м'якими динамічними тінями. Остання конкуруюча програма Ruby, Cyn, складалася із 120 000 полігонів.
Карти підтримують двоканальний вихід DVI та HDCP. Однак використання HDCP потребує встановлення зовнішнього ПЗУ, чого не було у ранніх моделях відеокарт. Ядра RV515, RV530 і RV535 включають одинарний та подвійний канал DVI; Ядра R520, RV560, RV570, R580, R580+ включають два подвійні канали DVI.
AMD випустила остаточний документ прискорювача Radeon R5xx.

## Продукти

### Radeon X1300 – X1550
Ця серія є бюджетним рішенням серії X1000 і заснована на ядрі RV515. Чипи мають чотири текстурні блоки, чотири ROP, чотири піксельні шейдери і 2 вершинні шейдери, аналогічно старим картам X300-X600. Ці чипи використовують один квад з R520, тоді як швидші плати використовують тільки більшу кількість таких квадратів; наприклад, X1800 використовує чотири квадроцикли. Ця модульна конструкція дозволяє ATI будувати лінійку продуктів за принципом «згори донизу», використовуючи ідентичну технологію, заощаджуючи час на дослідження, розробку та гроші. Через свою компактну конструкцію ці карти пропонують нижчу споживану потужність (30 Вт), тому вони працюють холодніше і можуть використовуватися в невеликих корпусах. Зрештою, ATI створила X1550 та припинила випуск X1300. X1050 був заснований на ядрі R300 і продавався як надмалий бюджет.
Ранні версії Mobility Radeon X1300 – X1450 також засновані на ядрі RV515.
Починаючи з 2006 року продукти Radeon X1300 і X1550 були переведені на ядро RV505, яке мало ті ж можливості та функції, що й попереднє ядро RV515, але вироблялося TSMC по 80-нм техпроцесу (скороченому в порівнянні з процесом 90 нм у RV515).

### Radeon X1600
X1600 використовує ядро M56, яке засноване на ядрі RV530, ядрі, аналогічному, але відмінному від RV515.
RV530 має співвідношення піксельних шейдерів до текстурних блоків 3: 1. Він має 12 піксельних шейдерів, зберігаючи при цьому чотири текстурні блоки RV515 і чотири ROP. Він також отримує три додаткові вершинні шейдери, в результаті чого загальна кількість становить 5 одиниць. Одиночний «чотирьохядерний» чип має три процесори піксельних шейдерів на конвеєр, аналогічно дизайну чотирьох чотириядерних процесорів R580. Це означає, що RV530 має ті ж можливості текстурування, що і X1300, при тій же тактовій частоті, але з 12 піксельними шейдерами він знаходиться на одному рівні з X1800 за продуктивністю шейдерних обчислень. Через програмний зміст доступних ігор, X1600 дуже утруднений через відсутність можливості текстурування.
X1600 повинен був замінити Radeon X600 і Radeon X700 як графічний процесор середнього рівня від ATI. Mobility Radeon X1600 та X1700 також засновані на RV530.

#### Radeon X1650
Серія X1650 складається з двох частин: X1650 Pro використовує ядро RV535 (яке являє собою ядро RV530, виготовлене за більш новим 80-нм техпроцесом), і має нижче енергоспоживання та тепловиділення, ніж X1600. Інша частина, X1650XT, використовує більш нове ядро RV570 (також відоме як RV560), хоча і має меншу обчислювальну потужність (зверніть увагу, що повністю обладнане ядро RV570 живить високопродуктивну карту X1950 Pro), щоб відповідати його основному конкуренту Nvidia GeForce 7600.

### Radeon X1800
Серія X1800, що спочатку була флагманом серії X1000, була випущена з помірним прийомом через продовження випуску і виграшу у свого конкурента на той момент, NVIDIA GeForce 7 Series. Коли X1800 вийшла на ринок наприкінці 2005 року, це була перша відеокарта високого класу із графічним процесором 90 нм. ATI вирішила відповідати картам або з 256 Мб або 512 Мб вбудованою пам'яттю (передбачаючи майбутній попит, що постійно зростає, на місцевому об'ємі пам'яті). X1800XT PE був виключно на 512 МБ вбудованої пам'яті. X1800 замінив Radeon X850 на базі R480 як графічний процесор ATI з високою продуктивністю.
З відкладеним випуском R520 його конкуренція була набагато вражаючою, ніж якби чип був спочатку запланований на весну/літо. Як і його попередник, X850, чип R520 має 4 «квадрати», що означає, що він має ті ж можливості текстурування при тій же тактовій частоті, що його предок і серія NVIDIA 6800. На відміну від X850, шейдерні блоки R520 значно покращені : вони підтримують шейдерну модель 3 і отримали деякі поліпшення потокової передачі шейдерів, які можуть значно підвищити ефективність шейдерних блоків. На відміну від X1900, X1800 має 16 піксельних шейдерних процесорів та рівне співвідношення текстурування та можливості піксельного затінення. Чип також збільшує кількість вершинних шейдерів із шести на X800 до восьми. З 90 нм low-K процеса виробництва ці високотранзисторні мікросхеми могли, як і раніше, працювати на дуже високих частотах, що дозволяє серії X1800 бути конкурентоспроможною з графічними процесорами з великою кількістю конвеєрів, але з нижчими тактовими частотами, такими як серії NVIDIA 7800 і 7900, які використовують 24 конвеєри.
X1800 був швидко замінений X1900 через його відкладений випуск. X1900 не відставав від графіка та завжди планувався як чип «весняного оновлення». Однак через велику кількість чипів, що не використовуються, X1800 ATI вирішила відключити одну четвірку піксельних конвеєрів і продати їх як X1800GTO.
У Xbox 360 використовується графічний процесор під назвою Xenos, який схожий на X1800 XT.

### Radeon X1900
Серії X1900 та X1950 виправили кілька недоліків у конструкції X1800 та значно підвищили продуктивність шейдингу пікселів. Ядро R580 за висновками сумісне з друкованими платами R520, що означало, що переробка друкованої плати X1800 не була потрібна. Плати несуть 256 або 512 МБ убудованої пам'яті GDDR3 в залежності від варіанту. Основна відмінність R580 від R520 полягає в тому, що ATI змінила співвідношення процесора піксельних шейдерів та процесора текстур. Карти X1900 мають три піксельні шейдери на кожному конвеєрі замість одного, що дає загалом 48 блоків піксельних шейдерів. ATI пішла на цей крок, очікуючи, що в майбутньому програмне забезпечення для 3D інтенсивніше використовуватиме піксельні шейдери.
У другій половині 2006 року ATI представила Radeon X1950 XTX, графічну плату, що використовує оновлений графічний процесор R580 під назвою R580+. R580 + аналогічний R580, за винятком того, що він підтримує пам'ять GDDR4, нову технологію графічної пам'яті DRAM, яка забезпечує більш низьке енергоспоживання за такт і значно вища стеля тактової частоти. Тактова частота ОЗП X1950 XTX становить 1 ГГц (2 ГГц DDR), забезпечуючи пропускну спроможність пам'яті 64,0 ГБ/с, що на 29% більше, ніж у X1900 XTX. Карта була випущена 23 серпня 2006 року.
X1950 Pro був випущений 17 жовтня 2006 р. та призначався для заміни X1900GT у конкурентному сегменті ринку вартістю менше 200 доларів США. Графічний процесор X1950 Pro побудований на 80-нм ядрі RV570 тільки з 12 текстурними блоками і 36 піксельними шейдерами і є першою картою ATI, яка підтримує вбудовану реалізацію Crossfire за допомогою пари внутрішніх роз'ємів Crossfire, що усуває потребу в громіздких зовнішніх ключів, які колись були в системах Crossfire.

## Драйвери
Остання версія AMD Catalyst, яка офіційно підтримує цю серію - це 10.2, версія драйвера дисплея 8.702.

## Особливості розвитку серії Radeon
| Назва серії відеокарт             | Wonder            | Mach              | 3D Rage           | Rage Pro          | Rage 128          | R100              | R200                                    | R300                                    | R400                                    | R500                                    | R600                             | RV670                            | R700                             | Evergreen                          | Northern Islands                   | Southern Islands                 | Sea Islands                                                     | Volcanic Islands                                                | Arctic Islands/Polaris                                          | Vega                                                            | Navi                                  | Navi 2X                               |         |
| --------------------------------- | ----------------- | ----------------- | ----------------- | ----------------- | ----------------- | ----------------- | --------------------------------------- | --------------------------------------- | --------------------------------------- | --------------------------------------- | -------------------------------- | -------------------------------- | -------------------------------- | ---------------------------------- | ---------------------------------- | -------------------------------- | --------------------------------------------------------------- | --------------------------------------------------------------- | --------------------------------------------------------------- | --------------------------------------------------------------- | ------------------------------------- | ------------------------------------- | ------- |
| Дата виходу                       | 1986              | 1991              | 1996              | 1997              | 1998              | квітень 2000      | серпень 2001                            | вересень 2002                           | травень 2004                            | жовтень 2005                            | травень 2007                     | листопад 2007                    | липень 2008                      | вересень 2009                      | жовтень 2010                       | січень 2012                      | вересень 2013                                                   | червень 2015                                                    | червень 2016                                                    | червень 2017                                                    | липень 2019                           | листопад 2020                         |         |
| Маркетингова назва                | Wonder            | Mach              | 3D Rage           | Rage Pro          | Rage              | Radeon 7000       | Radeon 8000                             | Radeon 9000                             | Radeon X700/X800                        | Radeon X1000                            | Radeon HD 1000/2000              | Radeon HD 3000                   | Radeon HD 4000                   | Radeon HD 5000                     | Radeon HD 6000                     | Radeon HD 7000                   | Radeon Rx 200                                                   | Radeon Rx 300                                                   | Radeon RX 400/500                                               | Radeon RX Vega/Radeon VII (7 нм)                                | Radeon RX 5000                        | Radeon RX 6000                        |         |
| Підтримується AMD                 | Ended             | Ended             | Ended             | Ended             | Ended             | Ended             | Ended                                   | Ended                                   | Ended                                   | Ended                                   | Ended                            | Ended                            | Ended                            | Ended                              | Ended                              | Ended                            | Ended                                                           | Ended                                                           | Current                                                         | Current                                                         | Current                               | Current                               | Current |
| Вид графіки                       | 2D                | 2D                | 3D                | 3D                | 3D                | 3D                | 3D                                      | 3D                                      | 3D                                      | 3D                                      | 3D                               | 3D                               | 3D                               | 3D                                 | 3D                                 | 3D                               | 3D                                                              | 3D                                                              | 3D                                                              | 3D                                                              | 3D                                    | 3D                                    |         |
| Архітектура                       | Не розголошується | Не розголошується | Не розголошується | Не розголошується | Не розголошується | Не розголошується | Не розголошується                       | Не розголошується                       | Не розголошується                       | Не розголошується                       | TeraScale система команд         | TeraScale система команд         | TeraScale система команд         | TeraScale система команд           | TeraScale система команд           | GCN система команд               | GCN система команд                                              | GCN система команд                                              | GCN система команд                                              | GCN система команд                                              | RDNA система команд                   | RDNA система команд                   |         |
| Мікроархітектура                  | Не розголошується | Не розголошується | Не розголошується | Не розголошується | Не розголошується | Не розголошується | Не розголошується                       | Не розголошується                       | Не розголошується                       | Не розголошується                       | TeraScale 1                      | TeraScale 1                      | TeraScale 1                      | TeraScale 2 (VLIW5)                | TeraScale 3 (VLIW4)                | GCN 1st gen                      | GCN 2nd gen                                                     | GCN 3rd gen                                                     | GCN 4th gen                                                     | GCN 5th gen                                                     | RDNA                                  | RDNA 2                                |         |
| Тип                               | Fixed pipeline    | Fixed pipeline    | Fixed pipeline    | Fixed pipeline    | Fixed pipeline    | Fixed pipeline    | Програмовані конвеєри пікселів і вершин | Програмовані конвеєри пікселів і вершин | Програмовані конвеєри пікселів і вершин | Програмовані конвеєри пікселів і вершин | Уніфікована шейдерна архітектура | Уніфікована шейдерна архітектура | Уніфікована шейдерна архітектура | Уніфікована шейдерна архітектура   | Уніфікована шейдерна архітектура   | Уніфікована шейдерна архітектура | Уніфікована шейдерна архітектура                                | Уніфікована шейдерна архітектура                                | Уніфікована шейдерна архітектура                                | Уніфікована шейдерна архітектура                                | Уніфікована шейдерна архітектура      | Уніфікована шейдерна архітектура      |         |
| Direct3D                          | Н/Д               | Н/Д               | 5.0               | 6.0               | 6.0               | 7.0               | 8.1                                     | 9.0 11 (9_2)                            | 9.0b 11 (9_2)                           | 9.0c 11 (9_3)                           | 10.0 11 (10_0)                   | 10.1 11 (10_1)                   | 10.1 11 (10_1)                   | 11 (11_0)                          | 11 (11_0)                          | 11 (11_1) 12 (11_1)              | 11 (12_0) 12 (12_0)                                             | 11 (12_0) 12 (12_0)                                             | 11 (12_0) 12 (12_0)                                             | 11 (12_1) 12 (12_1)                                             | 11 (12_1) 12 (12_1)                   | 11 (12_1) 12 (12_2)                   |         |
| Shader model                      | Н/Д               | Н/Д               | Н/Д               | Н/Д               | Н/Д               | Н/Д               | 1.4                                     | 2.0+                                    | 2.0b                                    | 3.0                                     | 4.0                              | 4.1                              | 4.1                              | 5.0                                | 5.0                                | 5.1                              | 5.1 6.3                                                         | 5.1 6.3                                                         | 5.1 6.3                                                         | 6.4                                                             | 6.4                                   | 6.5                                   |         |
| OpenGL                            | Н/Д               | Н/Д               | Н/Д               | 1.1               | 1.2               | 1.3               | 1.3                                     | 2.1                                     | 2.1                                     | 2.1                                     | 3.3                              | 3.3                              | 3.3                              | 4.5 (на Linux: 4.5 (Mesa 3D 21.0)) | 4.5 (на Linux: 4.5 (Mesa 3D 21.0)) | 4.6 (на Linux: 4.6 (Mesa 20.0))  | 4.6 (на Linux: 4.6 (Mesa 20.0))                                 | 4.6 (на Linux: 4.6 (Mesa 20.0))                                 | 4.6 (на Linux: 4.6 (Mesa 20.0))                                 | 4.6 (на Linux: 4.6 (Mesa 20.0))                                 | 4.6 (на Linux: 4.6 (Mesa 20.0))       | 4.6 (на Linux: 4.6 (Mesa 20.0))       |         |
| Vulkan                            | Н/Д               | Н/Д               | Н/Д               | Н/Д               | Н/Д               | Н/Д               | Н/Д                                     | Н/Д                                     | Н/Д                                     | Н/Д                                     | Н/Д                              | Н/Д                              | Н/Д                              | Н/Д                                | Н/Д                                | 1.0 (Win 7+ або Mesa 17+)        | 1.2 (Adrenalin 20.1, Linux Mesa 20.0)                           | 1.2 (Adrenalin 20.1, Linux Mesa 20.0)                           | 1.2 (Adrenalin 20.1, Linux Mesa 20.0)                           | 1.2 (Adrenalin 20.1, Linux Mesa 20.0)                           | 1.2 (Adrenalin 20.1, Linux Mesa 20.0) | 1.2 (Adrenalin 20.1, Linux Mesa 20.0) |         |
| OpenCL                            | Н/Д               | Н/Д               | Н/Д               | Н/Д               | Н/Д               | Н/Д               | Н/Д                                     | Н/Д                                     | Н/Д                                     | Н/Д                                     | Close to Metal                   | Close to Metal                   | 1.1                              | 1.2                                | 1.2                                | 1.2                              | 2.0 (Adrenalin драйвер на Win7+) (1.2 на Linux, 2.1 з AMD ROCm) | 2.0 (Adrenalin драйвер на Win7+) (1.2 на Linux, 2.1 з AMD ROCm) | 2.0 (Adrenalin драйвер на Win7+) (1.2 на Linux, 2.1 з AMD ROCm) | 2.0 (Adrenalin драйвер на Win7+) (1.2 на Linux, 2.1 з AMD ROCm) | 2.0                                   | 2.1                                   |         |
| HSA / ROCm                        | Н/Д               | Н/Д               | Н/Д               | Н/Д               | Н/Д               | Н/Д               | Н/Д                                     | Н/Д                                     | Н/Д                                     | Н/Д                                     | Н/Д                              | Н/Д                              | Н/Д                              | Н/Д                                | Н/Д                                | Так                              | Так                                                             | Так                                                             | Так                                                             | Так                                                             | ?                                     | ?                                     |         |
| Декодування відео ASIC            | Н/Д               | Н/Д               | Н/Д               | Н/Д               | Н/Д               | Н/Д               | Н/Д                                     | Н/Д                                     | Н/Д                                     | Н/Д                                     | Avivo/UVD                        | UVD+                             | UVD 2                            | UVD 2.2                            | UVD 3                              | UVD 4                            | UVD 4.2                                                         | UVD 5.0 або 6.0                                                 | UVD 6.3                                                         | UVD 7                                                           | VCN 2.0                               | VCN 3.0                               |         |
| Кодування відео ASIC              | Н/Д               | Н/Д               | Н/Д               | Н/Д               | Н/Д               | Н/Д               | Н/Д                                     | Н/Д                                     | Н/Д                                     | Н/Д                                     | Н/Д                              | Н/Д                              | Н/Д                              | Н/Д                                | Н/Д                                | VCE 1.0                          | VCE 2.0                                                         | VCE 3.0 або 3.1                                                 | VCE 3.4                                                         | VCE 4.0                                                         | VCN 2.0                               | VCN 3.0                               |         |
| Fluid Motion ASIC                 | Ні                | Ні                | Ні                | Ні                | Ні                | Ні                | Ні                                      | Ні                                      | Ні                                      | Ні                                      | Ні                               | Ні                               | Ні                               | Ні                                 | Ні                                 | Ні                               | Так                                                             | Так                                                             | Так                                                             | Так                                                             | Ні                                    | Ні                                    |         |
| Power saving                      | ?                 | ?                 | ?                 | ?                 | ?                 | ?                 | ?                                       | ?                                       | ?                                       | ?                                       | PowerPlay                        | PowerPlay                        | PowerPlay                        | PowerPlay                          | PowerTune                          | PowerTune & ZeroCore Power       | PowerTune & ZeroCore Power                                      | PowerTune & ZeroCore Power                                      | PowerTune & ZeroCore Power                                      | PowerTune & ZeroCore Power                                      | ?                                     | ?                                     |         |
| TrueAudio                         | Н/Д               | Н/Д               | Н/Д               | Н/Д               | Н/Д               | Н/Д               | Н/Д                                     | Н/Д                                     | Н/Д                                     | Н/Д                                     | Н/Д                              | Н/Д                              | Н/Д                              | Н/Д                                | Н/Д                                | Н/Д                              | Через виділений ЦОС                                             | Через виділений ЦОС                                             | Через шейдери                                                   | Через шейдери                                                   | Через шейдери                         | ?                                     |         |
| FreeSync                          | Н/Д               | Н/Д               | Н/Д               | Н/Д               | Н/Д               | Н/Д               | Н/Д                                     | Н/Д                                     | Н/Д                                     | Н/Д                                     | Н/Д                              | Н/Д                              | Н/Д                              | Н/Д                                | Н/Д                                | Н/Д                              | 1 2                                                             | 1 2                                                             | 1 2                                                             | 1 2                                                             | 1 2                                   | 1 2                                   |         |
| HDCP                              | ?                 | ?                 | ?                 | ?                 | ?                 | ?                 | ?                                       | ?                                       | ?                                       | ?                                       | ?                                | ?                                | ?                                | ?                                  | ?                                  | ?                                | 1.4                                                             | 1.4                                                             | 1.4 2.2                                                         | 1.4 2.2                                                         | 1.4 2.2 2.3                           | ?                                     |         |
| PlayReady                         | Н/Д               | Н/Д               | Н/Д               | Н/Д               | Н/Д               | Н/Д               | Н/Д                                     | Н/Д                                     | Н/Д                                     | Н/Д                                     | Н/Д                              | Н/Д                              | Н/Д                              | Н/Д                                | Н/Д                                | Н/Д                              | Н/Д                                                             | Н/Д                                                             | 3.0                                                             | Ні                                                              | 3.0                                   | ?                                     |         |
| Підтримка екранів                 |                   |                   |                   |                   |                   | 1–2               | 2                                       | 2                                       | 2                                       | 2                                       | 2                                | 2                                | 2                                | 2–6                                | 2–6                                | 2–6                              | 2–6                                                             | 2–6                                                             | 2–6                                                             | 2–6                                                             | ?                                     | ?                                     |         |
| Макс. роздільна здатність дисплея | ?                 | ?                 | ?                 | ?                 | ?                 | ?                 | ?                                       | ?                                       | ?                                       | ?                                       | ?                                | ?                                | ?                                | 2–6 × 2560×1600                    | 2–6 × 2560×1600                    | 2–6 × 4096×2160 @ 60 Гц          | 2–6 × 4096×2160 @ 60 Гц                                         | 2–6 × 4096×2160 @ 60 Гц                                         | 2–6 × 5120×2880 @ 60 Гц                                         | 3 × 7680×4320 @ 60 Гц                                           | 7680×4320 @ 60 Гц PowerColor          | 7680×4320 @ 60 Гц PowerColor          |         |
| /drm/radeon                       |                   |                   |                   |                   |                   | Так               | Так                                     | Так                                     | Так                                     | Так                                     | Так                              | Так                              | Так                              | Так                                | Так                                | Так                              | Так                                                             | Н/Д                                                             | Н/Д                                                             | Н/Д                                                             | Н/Д                                   | Н/Д                                   |         |
| /drm/amdgpu h                     | Н/Д               | Н/Д               | Н/Д               | Н/Д               | Н/Д               | Н/Д               | Н/Д                                     | Н/Д                                     | Н/Д                                     | Н/Д                                     | Н/Д                              | Н/Д                              | Н/Д                              | Н/Д                                | Н/Д                                | Н/Д                              | Н/Д                                                             | Так                                                             | Так                                                             | Так                                                             | Так                                   | Так                                   | Так     |

1. ↑  The Radeon 100 Series has programmable pixel shaders, but do not fully comply with DirectX 8 or Pixel Shader 1.0. See article on R100's pixel shaders.
2. ↑  R300, R400 and R500 based cards do not fully comply with OpenGL 2+ as the hardware does not support all types of non-power of two (NPOT) textures.
3. ↑  OpenGL 4+ compliance requires supporting FP64 shaders and these are emulated on some TeraScale chips using 32-bit hardware.
4. 1 2 3  The UVD and VCE were replaced by the Video Core Next (VCN) ASIC in the Raven Ridge APU implementation of Vega.
5. ↑  Video processing ASIC for video frame rate interpolation technique. In Windows it works as a DirectShow filter in your player. In Linux, there is no support on the part of drivers and / or community.
6. 1 2  To play protected video content, it also requires card, operating system, driver, and application support. A compatible HDCP display is also needed for this. HDCP is mandatory for the output of certain audio formats, placing additional constraints on the multimedia setup.
7. ↑  More displays may be supported with native DisplayPort connections, or splitting the maximum resolution between multiple monitors with active converters.
8. ↑  DRM (Direct Rendering Manager) is a component of the Linux kernel. Support in this table refers to the most current version.